# Aldeia do Mato
Aldeia do Mato é uma povoação portuguesa do município de Abrantes, na província do Ribatejo, atual região do Oeste e Vale do Tejo e NUT3 do Médio Tejo, que foi sede da Freguesia de Aldeia do Mato, freguesia que tinha 31,68 km² de área e 441 habitantes (2011).
A Freguesia de Aldeia do Mato foi extinta devida a uma reorganização administrativa a nível nacional levada a cabo em 2013, tendo sido agregada à freguesia  de Souto e criada a nova freguesia de União de Freguesias de Aldeia do Mato e Souto.

## História
A Freguesia de Aldeia do Mato foi extinta (agregada), em 2013, no âmbito de uma reforma administrativa nacional, tendo sido agregada à freguesia de Souto para formar uma nova freguesia denominada União das Freguesias de Aldeia do Mato e Souto.
Localizada a noroeste do município, a freguesia da Aldeia do Mato tinha como vizinhos as localidades do Souto a nordeste e a leste, São Vicente a leste, Rio de Moinhos a sul e Martinchel a oeste, o Município de Constância a sudoeste e, a norte, sendo ribeirinha da barragem de Castelo de Bode, cuja margem oposta pertence ao Município de Tomar.
Foi a 8ª freguesia do município em área, a menos populosa (19ª) e a 17ª em densidade demográfica.

## População
Grupos etários em 2001 e 2011			

| Nº de habitantes | Nº de habitantes | Nº de habitantes | Nº de habitantes | Nº de habitantes | Nº de habitantes | Nº de habitantes | Nº de habitantes | Nº de habitantes | Nº de habitantes | Nº de habitantes | Nº de habitantes | Nº de habitantes | Nº de habitantes | Nº de habitantes | Nº de habitantes |
| ---------------- | ---------------- | ---------------- | ---------------- | ---------------- | ---------------- | ---------------- | ---------------- | ---------------- | ---------------- | ---------------- | ---------------- | ---------------- | ---------------- | ---------------- | ---------------- |
| 1864             | 1878             | 1890             | 1900             | 1911             | 1920             | 1930             | 1940             | 1950             | 1960             | 1970             | 1981             | 1991             | 2001             | 2011             |                  |
| 810              | 837              | 893              | 1027             | 1167             | 1220             | 1238             | 1529             | 1630             | 1435             | 1125             | 1000             | 768              | 560              | 441              |                  |
|                  | +3%              | +7%              | +15%             | +14%             | +5%              | +1%              | +24%             | +7%              | -12%             | -22%             | -11%             | -23%             | -27%             | -21%             |                  |

|     | 0-14 anos | 15-24 anos | 25-64 anos | 65 e + anos |
| Hab | 36 \| 31  | 44 \| 23   | 242 \| 172 | 238 \| 215  |
| Var | -14%      | -48%       | -29%       | -10%        |

## Património construído e natural
- Igreja Matriz de Santa Maria Madalena (Abrantes), século XVIII.
- Igreja do Sagrado Coração de Maria (Abrantes), no lugar de Carreira do Mato.
- Igreja da Pucariça.
- Fontes de São João e de São José.
- Albufeira de Castelo de Bode e o Parque Náutico de Recreio e Lazer (aberto de 1 de Maio a 31 de Outubro).
- Praias fluviais da Cabeça Gorda, do Bairro Fundeiro e de Aldeia do Mato.

## Festas e romarias
- Aldeia do Mato - último fim-de-semana de Julho.
- Cabeça Gorda - segundo fim-de-semana de Agosto.
- Carreira do Mato - 4º fim-de-semana de Agosto.

## Onde ficar
- Estalagem Vale Manso - 5 estrelas.